# صاروجا مظفری
صاروجا بن عبدالله مظفّری ملّقب به صارم‌الدین (؟ - ۱۳۴۳م) امیر مملوکی مصری بود. در مصر زاده و پرورش یافت و در آنجا به امارت رسید. سلطان ملک ناصر او را نزدیک بیست سال زندانی نمود، سپس او را آزاد ساخت و به عنوان امیر به صفد فرستاد. دو سال آنجا بود، سپس همراه او و دیگر امیران به دمشق رفت و مدتی آنجا بود، دوباره دستگیر شد. او را نابینا کردند، به قدس کوچید، سپس ساکن دمشق شد و همان‌جا درگذشت. سوق صاروجا در دمشق، به گمان خیرالدین زرکلی منسوب به اوست که عامه آن را سوق ساروجا می‌گفتند.